# Temple d'Anu-Adad

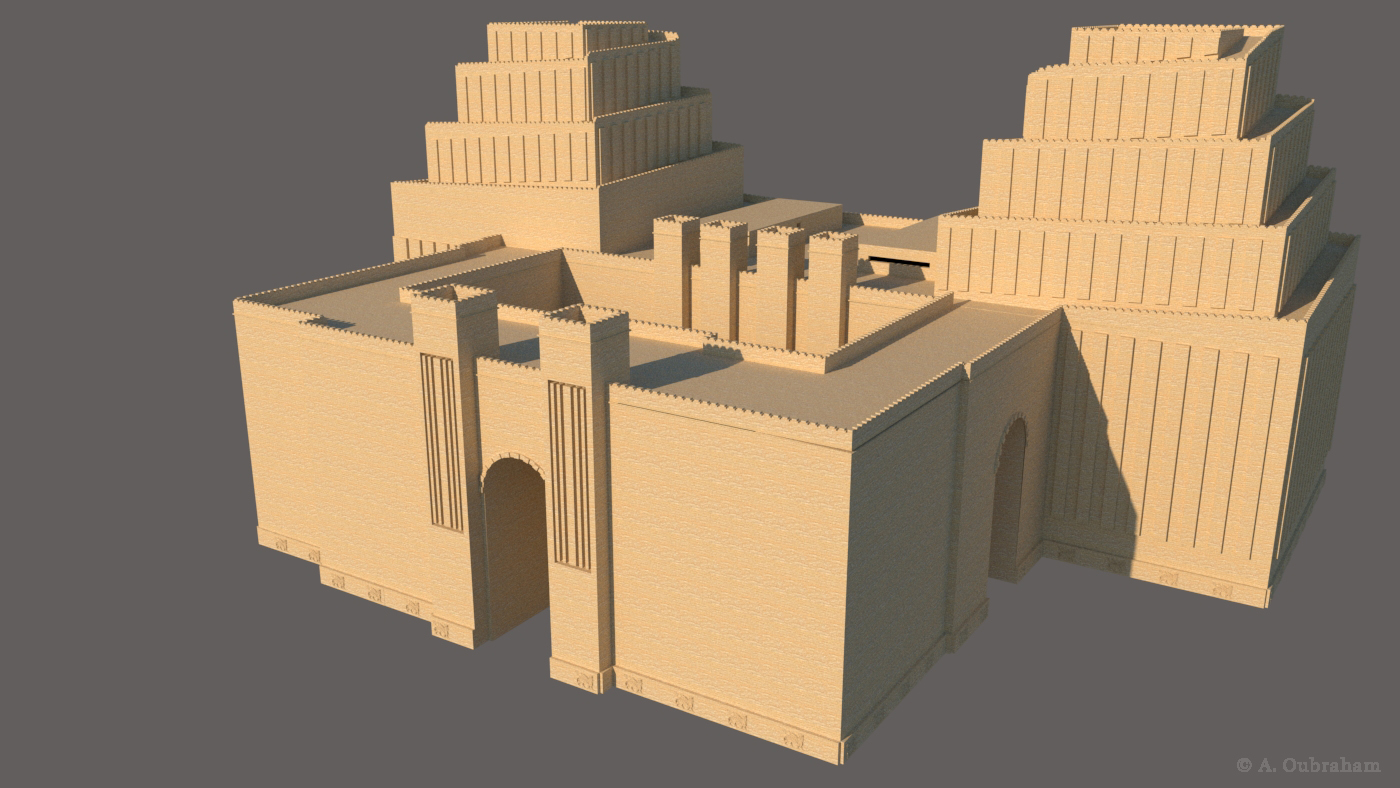
Temple d'Anu-Adad d'après W. Andrae (1909), planche 8.

Le temple d'Anu Adad est un ancien temple assyrien construit entre 1114 et 1076 av. J.-C. dans la ville d'Assur.

## Histoire
Le temple d'Anu-Adad, localisé à Assur, fut construit sous le roi Tiglath-Phalazar Ier et entièrement reconstruit sous Salmanazar III avec un plan identique plus petit. Ce temple, un des plus importants bâtiments de la ville, était dédié aux dieux An et Adad et situé au nord de la ville.

## Description

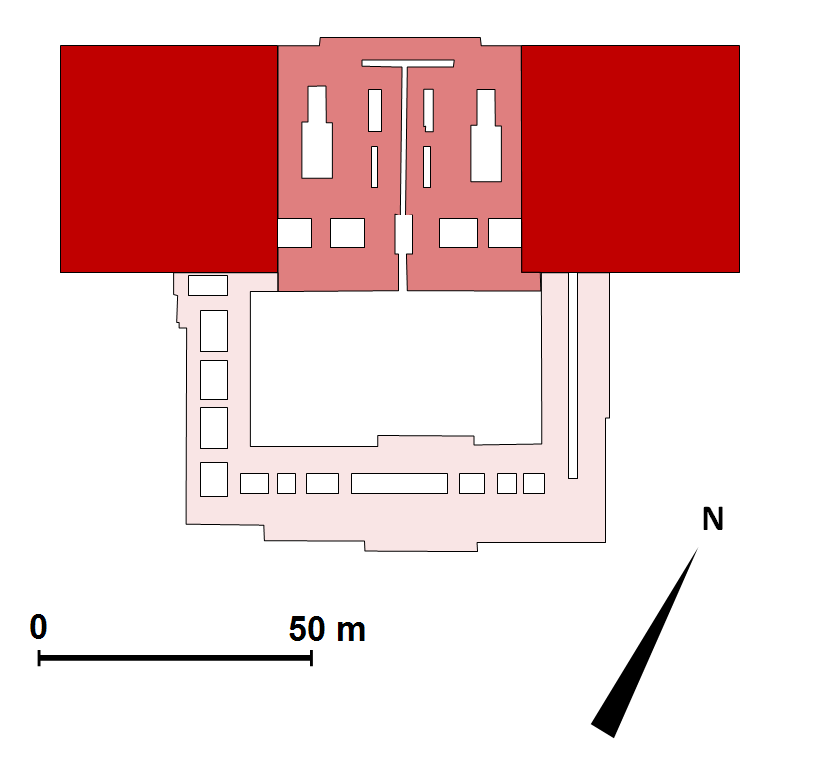
Plan du temple.

Lors des fouilles allemandes de Walter Andrae, le plan d'étage complet put être récupéré. Ainsi les ziggurats mesuraient 36,6 × 35,1 m. Celle du nord était dédiée à Anu et celle du sud à Adad. Entre elles se trouvaient les salles de culte jumelées d'un double sanctuaire, composé pour chacun d'une longue salle, d'une chapelle et de deux vestibules. Face à ce double sanctuaire se trouvait une grande cour entourée d'un mur épais crénelé contenant diverses pièces. L'entrée principale faisait face aux salles de culte. Les structures du temple et des Ziggurats restent incertaines.